# 藤沢市立大清水小学校
藤沢市立大清水小学校（ふじさわしりつ おおしみずしょうがっこう）は、神奈川県藤沢市大鋸にある公立小学校。

## 概要
藤沢市大鋸の小字・大清水に位置する。藤沢市立大清水中学校、神奈川県立藤沢清流高等学校（旧・神奈川県立大清水高等学校）と隣接している。
付近は湧水のある水田があったため大清水、小清水、鯉ヶ渕の小字がついている。

## 沿革
（沿革節の主要な出典は公式サイト）
- 1983年（昭和58年）
  - 4月2日 - 34番目の藤沢市立小学校として開校。
  - 6月6日 - 諸設備、諸施設の設置がほぼ完了した日のため、開校記念日となる。
  - 7月18日 - プール完成。
- 1992年（平成4年）10月1日 - ランチルームが設置された。
- 1993年（平成5年）6月5日 - 開校10周年の集い開催。記念植樹（ツゲの木）。
- 2002年（平成14年）11月9日 - 創立20周年記念事業「大清水WAI.WAIまつり」開催。
- 2012年（平成24年）11月17日 - 創立30周年記念イベント開催。

## 学校教育目標
「心もからだもたくましく 自りつできる子」

## 進学先
公立中学校の場合。
- 藤沢市立大清水中学校

## 交通
- 小田急電鉄江ノ島線藤沢本町駅
- 小田急電鉄江ノ島線善行駅